# 28788 Hayes-Gehrke
28788 Hayes-Gehrke este o planetă minoră (asteroid), cu un diametru de 3,775 km, din centura de asteroizi. A fost descoperită pe 24 aprilie 2000 la Stația Anderson Mesa de Lowell Observatory Near-Earth-Object Search și a fost numită după Melissa N. Hayes-Gehrke⁠(d). 
Obiectul prezintă o orbită caracterizată de o semiaxă mare de 2,388732 UAi, o excentricitate de 0,22, o înclinație de 3,2619 ° în raport cu ecliptica.